# Erma EMP
El EMP (Erma Maschinepistole), también llamado MPE (Maschinepistole Erma), fue un subfusil producido por la Erma Werke y que estaba basado en diseños comprados a Heinrich Vollmer. Esta arma fue producida desde 1931 hasta 1938 en apenas 10.000 unidades (en tres variantes principales) y exportada a España, México, la República de China y Yugoslavia, además de ser empleada por el Waffen-SS. Fue fabricada bajo licencia en España por el Arsenal de La Coruña, con la designación M41/44.

## Historia
A inicios de la década de 1920, Vollmer empezó a desarrollar sus propios subfusiles. Sus primeros modelos, llamados VGP, VGPa, VPF y VMP1925, eran bastante parecidos al MP18. El VMP1925 tenía un pistolete de madera y era alimentado por un pequeño tambor de 25 balas, conectado directamente al arma. Este subfusil fue probado en secreto por el Reichswehr junto a otros modelos de Schmeisser y Rheinmetall. A Vollmer se le financió en secreto para continuar su desarrollo, dando lugar al VMP1926, que se distinguía de su predecesor por no tener camisa de enfriamiento. El modelo siguiente fue el VMP1928, que introdujo un cargador recto de 32 balas insertado en el lado izquierdo. El desarrollo final de la serie fue el VMP1930. Este modelo introdujo una innovación sustancial - el muelle recuperador dentro de una funda telescópica, la cual hizo que el arma fuese más fiable y sencilla de ensamblar y desensamblar en campaña. Vollmer solicitó una patente para su innovación en 1930, la cual le fue otorgada en 1933 con el número DRP# 580620. Su compañía, la Vollmer Werke, solamente produjo 400 subfusiles, siendo la mayoría de estos vendidos a Bulgaria. A inicios de la década de 1930, el Reichswehr cesó su apoyo financiero a Vollmer; por lo tanto, vendió los derechos de todos sus diseños a la compañía Erma Werke (que es una abreviación de Erfurter Maschinefabrik, Berthold Geipel GmbH).
Los subfusiles que la Erma empezó a vender en 1932 con los nombres de EMP (Erma Maschinepistole) o MPE (Maschinepistole Erma), eran básicamente el VMP1930 con la camisa de enfriamiento reinstalada. A pesar de que se produjeron diversas variantes con cañones de diferente longitud y mecanismos de puntería hechos según las especificaciones del cliente, apenas se produjeron tres variantes principales: una con cañón de 300 mm, alza tangencial y riel para bayoneta fue aparentemente vendida a Bulgaria o Yugoslavia. El segundo modelo, a veces llamado MP34 o "modelo estándar", tenía un cañón de 250 mm y no llevaba riel para bayoneta; su tipo de alza es variable - algunos tienen alza tangencial, mientras que otros tienen un alza pivotante en "L" simplificada. La tercera variante era básicamente parecida en las piezas de metal, pero reemplazaba su empuñadura frontal con un guardamanos con entalles para los dedos similar al del MP18. En general, al menos 10.000 unidades de estos subfusiles basados en los diseños de Vollmer fueron fabricados por la Erma. Fueron adoptados por el Waffen-SS en 1936, pero también fueron vendidos a países sudamericanos y a España, donde fue fabricado con la designación M41/44.
En la primavera de 1939, un gran número de soldados españoles republicanos derrotados huyeron a Francia, donde fueron desarmados. Unos 3.250 subfusiles EMP acabaron en un almacén ubicado en Clermont-Ferrand. Los EMP eran habitualmente mencionados como "Erma–Vollmer" en los documentos franceses. Los franceses probaron las armas y decidieron adoptarlas para su servicio. Se imprimió un manual provisional titulado Provisoire sur le pistolet-mitrailleur Erma – Vollmer de 9mm, suministrado el 26 de diciembre de 1939 y actualizado el 6 de enero de 1940. Sin embargo, los franceses solo habían obtenido 1.540 cargadores adecuados para estas armas, por lo que solamente se suministraron 700 subfusiles EMP a las Fuerzas Armadas francesas, principalmente a la Gendarmería móvil. Tras la invasión alemana de Francia, algunos subfusiles EMP equiparon a la Legión de voluntarios franceses contra el bolchevismo, que posteriormente formaría parte de la División SS Charlemagne. Esta división fue prácticamente destruida en febrero de 1945 en Prusia Oriental, hoy parte de Polonia. Varios subfusiles EMP han sido hallados en los últimos reductos de la división SS Charlemagne; la mayoría de estos no llevan marcajes militares alemanes. A los subfusiles EMP que cayeron en manos alemanas en Francia se les dio la designación de arma capturada (Fremdgerät) 740(f).
En la España franquista, el EMP fue producido para disparar el cartucho 9 x 23 Largo. Era informalmente conocido como "Subfusil [Modelo] Coruña".

## Diseño
Su palanca de amartillado está en el lado derecho del cajón de mecanismos. El brocal del cargador, que se ubica a la izquierda, está ligeramente inclinado hacia adelante para ayudar a la alimentación de cartuchos. El arma puede dispararse en modo semiautomático o automático. 

## Influencia
El desarrollo final en la Erma es conocido como EMP 36. Este puede ser considerado un modelo intermedio entre en EMP y el MP38. A pesar de que se cambiaron varios detalles del mecanismo del EMP, básicamente conservó sin cambios el muelle recuperador con funda telescópica de Vollmer. Al exterior, las diferencias más obvias eran que el brocal del cargador era casi vertical, aunque todavía inclinado ligeramente hacia la izquierda y hacia adelante. La culata de madera maciza fue reemplazada por un guardamanos de madera y una culata plegable de metal. No está del todo claro quién diseñó el EMP 36, aunque generalmente se le atribuye al propio Berthold Geipel . Aparentemente, las características del nuevo diseño fueron el resultado de otro contrato secreto con el Ejército alemán. El muelle recuperador con funda telescópica del EMP fue conservado para el Maschinepistole 38.

## Usuarios
- Alemania nazi
- España
- Francia[6]
- México[7]
- República de China[1]
- Segunda República Española
- Yugoslavia